# Коронаційний сейм 1649 року
Коронаційний сейм 1649 року — коронаційний сейм Речі Посполитої був скликаний 6 грудня 1648 року у Варшаві.
Передсеймові сеймики у воєводствах відбувалися 19 грудня 1648 року. Маршалком сейму обрано Францішека Дубравського, підкоморія перемишльського. 17 січня 1649 року відбулася коронація короля Яна II Казимира. Засідання сейму тривали з 19 січня до 14 лютого 1649 р..
У обговореннях, які часто були бурхливими, домінувало питання козацького повстання, а особливо поразки під Пилявцями (23 вересня 1648 р.). Обговорювалася проблема вакансії гетьмана. З боку дисидентів надходили скарги на дотримання релігійного миру. Внаслідок вмілого ведення наради маршалком Дубравським вдалося продовжити нараду, що дало змогу розглянути невідкладні військові справи: верховне начальство, загальне ополчення та заяви окремих воєводств для найманства. війська.